# 1950 en hockey sur glace
Cette page présente les éléments de hockey sur glace de l'année 1950, que ce soit d'un point de vue rencontres internationales ou championnats nationaux. Les grandes dates des différentes compétitions sont données ainsi que les décès de personnalités du hockey mondial.

## Europe

### Allemagne
- Le SG Frankenhausen remporte le 2e championnat d'Allemagne de l'Est.
- Le SC Riessersee gagne un 7e titre national en remportant le championnat d'Allemagne de l'Ouest.

## International

### Championnats du monde
- 13 mars  : début du 17e championnat du monde à Londres au Royaume-Uni.
- 22 mars : le Canada, représenté par les Edmonton Mercurys remportent la médaille d'or. La Suisse devient championne d'Europe en dominant la Grande-Bretagne 10 à 3[1].

## Autres Évènements

### Fondations de club
- Avangard Omsk (Russie)
- Metallourg Magnitogorsk (Russie)
- CSM Dunarea Galati (Roumanie)
- EV Aicall Zeltweg (Autriche)